# Bindernheim
Bindernheim [bindəʁnaim]  est une commune française située dans la circonscription administrative du Bas-Rhin et, depuis le 1er janvier 2021, dans le territoire de la Collectivité européenne d'Alsace, en région Grand Est.
Cette commune se trouve dans la région historique et culturelle d'Alsace.

## Géographie

### Localisation
Petit village  du Ried faisant administrativement partie du canton de Marckolsheim et de l'arrondissement de Sélestat-Erstein sur la route qui va à Diebolsheim. Les habitants sont appelés les Bindernheimois. Le ban de Bindernheim occupe une surface de 663 ha, dont 40 ha en zone urbanisée, 110 ha de forêts dont 49 ha en forêts communales et 61 ha de forêts privées. La commune occupe également 512 ha de champs cultivables.

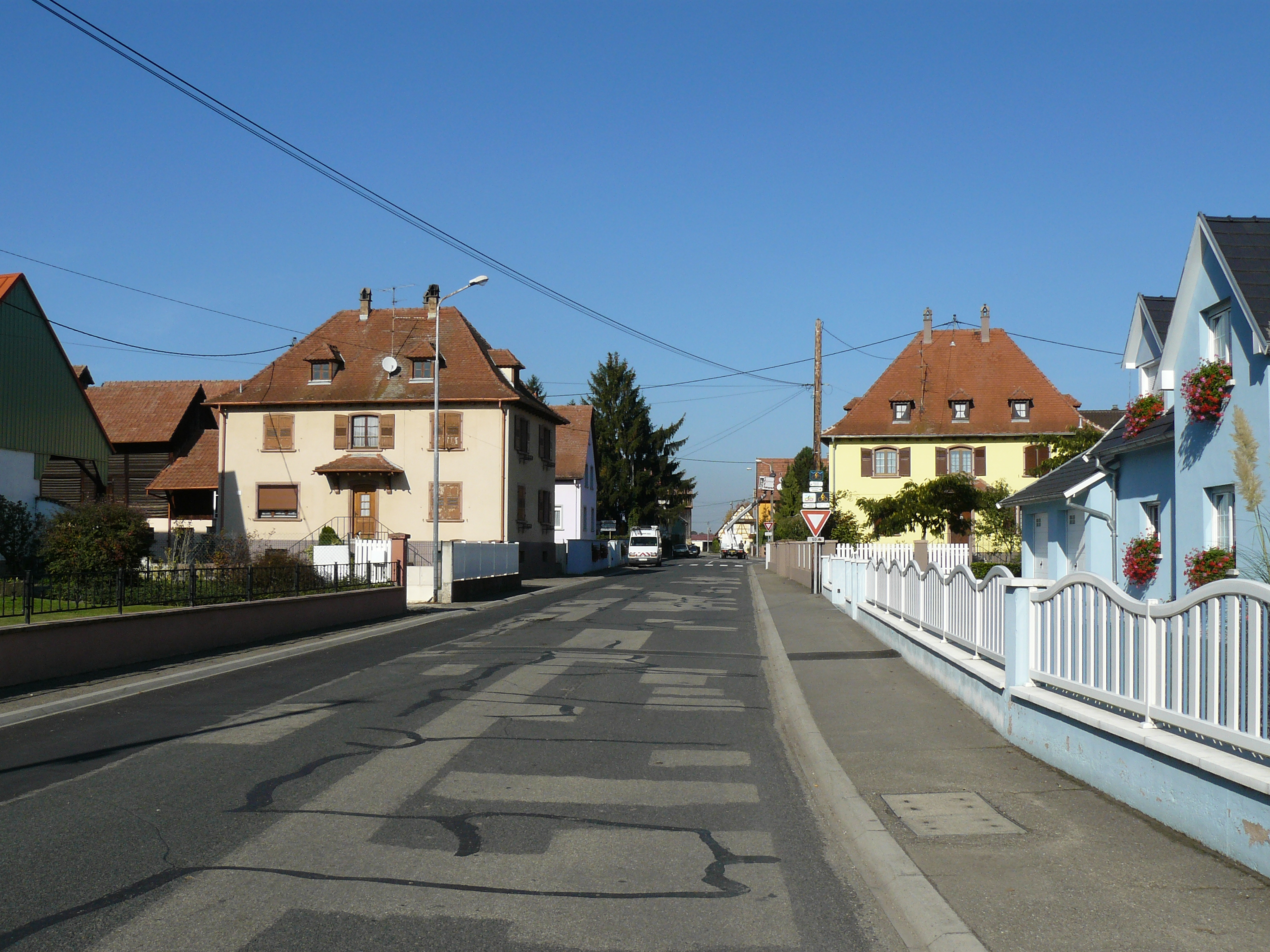
La rue principale du village de Bindernheim.

### Communes limitrophes
|            | Witternheim | Friesenheim |
| Hilsenheim | Bindernheim | Diebolsheim |
|            | Wittisheim  |             |

### Villages proches
- Wittisheim, 3,6 km
- Witternheim, 3,5
- Sundhouse, 3,5 km
- Hilsenheim, 3,6 km
- Diebolsheim, 3,9 km
- Saasenheim, 5 km
- Friesenheim, 5 km
- Rossfeld, 6,2 km
- Muttersholtz, 6,2 km
- Schwobsheim, 6,2 km
- Richtolsheim, 6,5 km
- Bœsenbiesen, 7,1 km
- Ebersmunster, 7,1 km
- Sélestat, 12 km.

### Hydrographie

#### Réseau hydrographique
La commune est dans le bassin versant du Rhin au sein du bassin Rhin-Meuse. Elle est drainée par le canal du Rhone au Rhin, le ruisseau Muhlbach de Gerstheim, le ruisseau le Hanfgraben et le ruisseau de Bindernheim,.
Le canal du Rhône au Rhin, d'une longueur de 133 km, relie la Saône, affluent navigable du Rhône, au Rhin, par la vallée du Doubs et son prolongement en Haute Alsace jusqu'à Niffer sur le Rhin, un autre prolongement rejoignant Strasbourg par la canalisation de l'Ill. 
Le ruisseau Muhlbach de Gerstheim, d'une longueur de 25 km, prend sa source dans la commune de Sundhouse et se jette  dans la canal d'alimentation du Bassin de Plobsheim à Erstein, après avoir traversé neuf communes. 

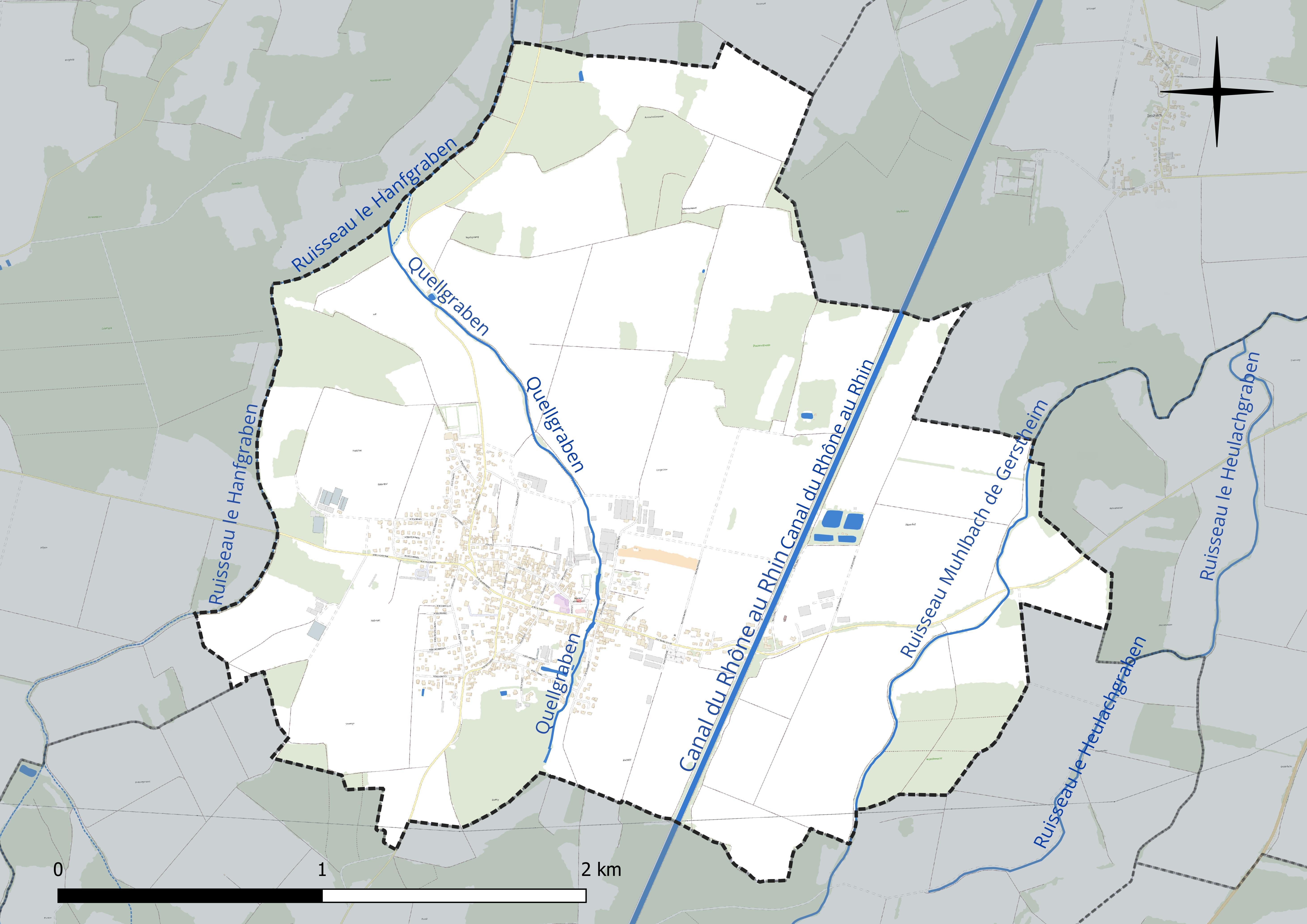
Réseau hydrographique de Bindernheim.

Le Hanfgraben, d'une longueur de 15 km, prend sa source dans la commune de Bœsenbiesen et se jette  dans la Zembs à Rossfeld, après avoir traversé sept communes. 

#### Gestion et qualité des eaux
Le territoire communal est couvert par le schéma d'aménagement et de gestion des eaux (SAGE) « Ill Nappe Rhin ». Ce document de planification concerne la nappe phréatique rhénane, les cours d'eau de la plaine d'Alsace et du piémont oriental du Sundgau, les canaux situés entre l'Ill et le Rhin et les zones humides de la plaine d'Alsace. Il s’étend sur 3 596 km2. Il a été approuvé le 17 janvier 2005. La structure porteuse de l'élaboration et de la mise en œuvre est la région Grand Est. 
La qualité des cours d’eau peut être consultée sur un site dédié géré par les agences de l’eau et l’Agence française pour la biodiversité. 

### Climat
Pour des articles plus généraux, voir Climat du Grand Est et Climat du Bas-Rhin.
En 2010, le climat de la commune est de type climat des marges montargnardes, selon une étude du Centre national de la recherche scientifique s'appuyant sur une série de données couvrant la période 1971-2000. En 2020, Météo-France publie une typologie des climats de la France métropolitaine dans laquelle la commune est exposée à un climat semi-continental et est dans la région climatique  Alsace, caractérisée par une pluviométrie faible, particulièrement en automne et en hiver, un été chaud et bien ensoleillé, une humidité de l’air basse au printemps et en été, des vents faibles et des brouillards fréquents en automne (25 à 30 jours). 
Pour la période 1971-2000, la température annuelle moyenne est de 10,6 °C, avec une amplitude thermique annuelle de 17,8 °C. Le cumul annuel moyen de précipitations est de 613 mm, avec 7,8 jours de précipitations en janvier et 9,4 jours en juillet. Pour la période 1991-2020, la température moyenne annuelle observée sur la station météorologique de Météo-France la plus proche, « Selestat Sa », sur la commune de Sélestat à 12 km à vol d'oiseau, est de 11,4 °C et le cumul annuel moyen de précipitations est de 621,1 mm. 
La température maximale relevée sur cette station est de 39,3 °C, atteinte le 13 août 2003 ; la température minimale est de −17 °C, atteinte le 20 décembre 2009,,. 
Les paramètres climatiques de la commune ont été estimés pour le milieu du siècle (2041-2070) selon différents scénarios d'émission de gaz à effet de serre à partir des nouvelles projections climatiques de référence DRIAS-2020. Ils sont consultables sur un site dédié publié par Météo-France en novembre 2022.

## Urbanisme

### Typologie
Au 1er janvier 2024, Bindernheim est catégorisée bourg rural, selon la nouvelle grille communale de densité à sept niveaux définie par l'Insee en 2022.
Elle est située hors unité urbaine et hors attraction des villes,.

### Occupation des sols
L'occupation des sols de la commune, telle qu'elle ressort de la base de données européenne d’occupation biophysique des sols Corine Land Cover (CLC), est marquée par l'importance des territoires agricoles (65,5 % en 2018), en diminution par rapport à 1990 (66,6 %). La répartition détaillée en 2018 est la suivante : 
terres arables (65,5 %), forêts (23,9 %), zones urbanisées (10,6 %). L'évolution de l’occupation des sols de la commune et de ses infrastructures peut être observée sur les différentes représentations cartographiques du territoire : la carte de Cassini (XVIIIe siècle), la carte d'état-major (1820-1866) et les cartes ou photos aériennes de l'IGN pour la période actuelle (1950 à aujourd'hui).

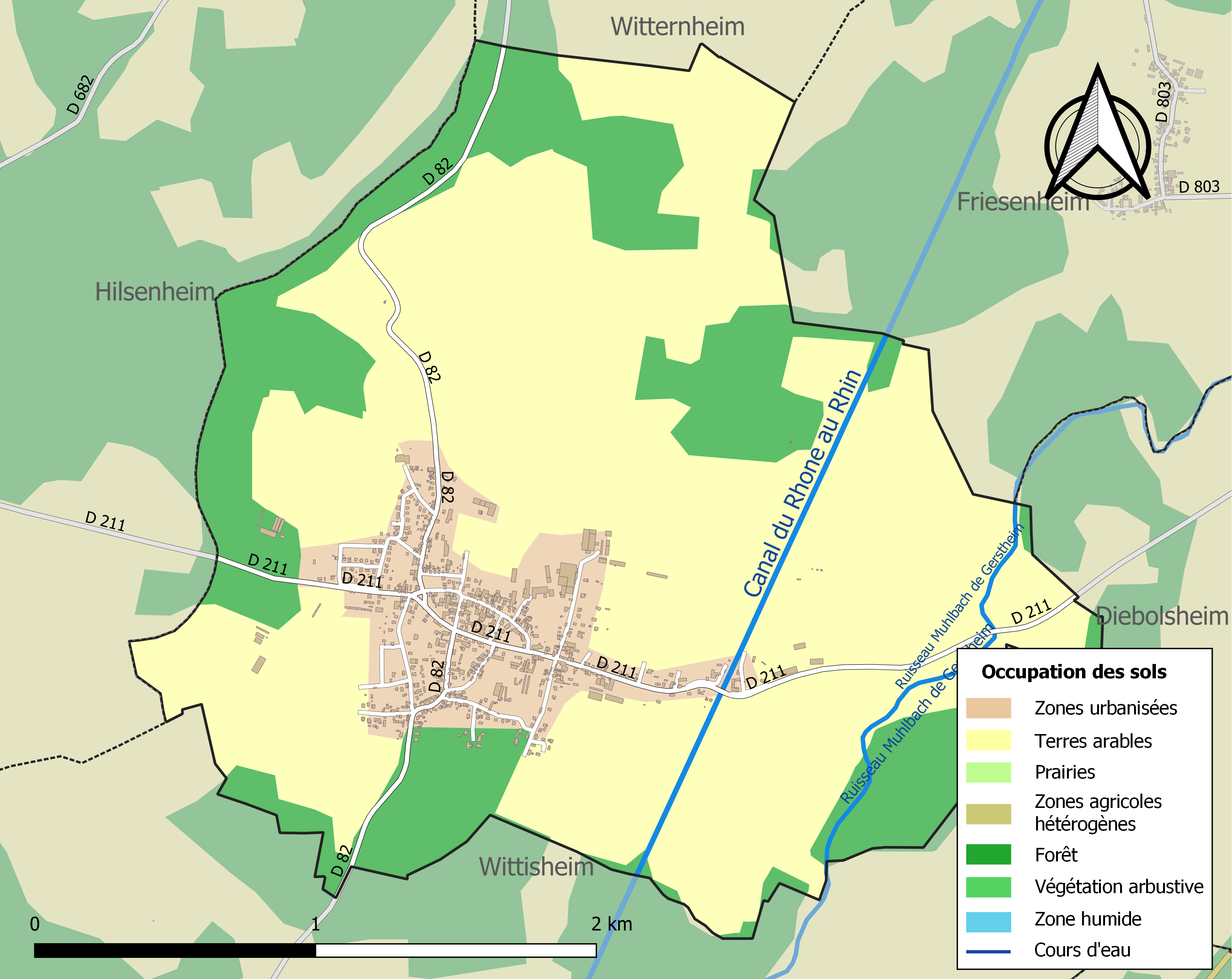
Carte des infrastructures et de l'occupation des sols de la commune en 2018 (CLC).

## Toponymie
Le nom de la localité est attesté sous la forme Birenheim en 684.
Est issu du nom allemand Binder qui correspond à « celui qui fait les cercles de tonneaux ».

## Histoire
Bindernheim abrite une chapelle dès le XIe siècle. L'abbaye d'Ebersmunster et celle d'Eschau possèdent des biens dans la commune. Le village revient ensuite à l'évêché de Strasbourg puis fait partie du bailliage de Bernstein puis celui de Benfeld.
Un gigantesque incendie détruit presque entièrement la commune en 1803, décimant la moitié de la population. Bindernheim reste encore aujourd'hui un village essentiellement agricole, pratiquant notamment la culture du tabac mais se tournant de plus en plus vers le commerce et l'industrie. Au XIXe siècle, un poste de douane est installé dans le village ce qui lui donne une relative importance administrative.

## Politique et administration

### Liste des maires
| Période                                  | Période   | Identité          | Étiquette | Qualité |
| ---------------------------------------- | --------- | ----------------- | --------- | ------- |
| Les données manquantes sont à compléter. |           |                   |           |         |
| 2014                                     | juin 2020 | Denise Adolph     |           |         |
| juin 2020                                | En cours  | Christian Memheld |           |         |

### Jumelages
Rouffignac-Saint-Cernin-de-Reilhac, Dordogne (France) depuis 1990.

## Population et société

### Démographie
L'évolution du nombre d'habitants est connue à travers les recensements de la population effectués dans la commune depuis 1793. Pour les communes de moins de 10 000 habitants, une enquête de recensement portant sur toute la population est réalisée tous les cinq ans, les populations de référence des années intermédiaires étant quant à elles estimées par interpolation ou extrapolation. Pour la commune, le premier recensement exhaustif entrant dans le cadre du nouveau dispositif a été réalisé en 2008.

En 2022, la commune comptait 1 051 habitants, en évolution de +2,54 % par rapport à 2016 (Bas-Rhin : +3,17 %, France hors Mayotte : +2,11 %).
| 1793 | 1800 | 1806 | 1821 | 1831 | 1836 | 1841 | 1846 | 1851 |
| ---- | ---- | ---- | ---- | ---- | ---- | ---- | ---- | ---- |
| 344  | 345  | 348  | 538  | 601  | 604  | 603  | 601  | 674  |

| 1856 | 1861 | 1866 | 1871 | 1875 | 1880 | 1885 | 1890 | 1895 |
| ---- | ---- | ---- | ---- | ---- | ---- | ---- | ---- | ---- |
| 639  | 698  | 704  | 774  | 742  | 751  | 729  | 730  | 714  |

| 1900 | 1905 | 1910 | 1921 | 1926 | 1931 | 1936 | 1946 | 2006 |
| ---- | ---- | ---- | ---- | ---- | ---- | ---- | ---- | ---- |
| 673  | 705  | 770  | 661  | 644  | 633  | 673  | 651  | 846  |

| 2008 | 2013 | 2018  | 2022  | - | - | - | - | - |
| ---- | ---- | ----- | ----- | - | - | - | - | - |
| 874  | 978  | 1 040 | 1 051 | - | - | - | - | - |

La population d'ancien régime est connue en nombre de feux.Une calibration à partir de la population directe de 1793 donne la valeur de 6,76 habitants par feu.

### Associations
Bindernheim compte une dizaine d'associations allant de la culture au sport :
- le cercle Saint-Ulrich : se compose d'une section de basket-ball avec 14 équipes et 160 licenciés et d'une section badminton avec 30 membres (site internet : http://www.csubindernheim.eu) ;
- le Football Club : 7 équipes dont l'une en division 1 - 70 licenciés ;
- Musique « Union » composée de 26 membres avec un répertoire allant du folklore à la musique moderne ;
- Chorale Sainte-Cécile ;
- une amicale de Sapeurs-pompiers ;
- Amicale de donneurs de sang.

## Économie

### Agriculture
Bindernheim étant une commune essentiellement agricole jusqu'en 1960 s'est fortement tournée vers l'industrie et le commerce. On trouve actuellement dans la localité plus que quelques agriculteurs à temps complet. La culture occupe encore les 2/3 des surfaces cultivables.
- Un éleveur de vaches laitières
- deux éleveurs de bovins pour la boucherie
- trois maraîchers
- un élevage avicole

### Tissu économique
Depuis quelques années l'activité artisanale ne cesse de se développer. Il existe dans la commune plusieurs entreprises de tailles moyennes et plusieurs commerces de proximité. De nombreux habitants de Bindernheim vont travailler en Allemagne et même en Suisse pourtant distante de plus de 50 km. C'est l'Allemagne, proche de 10 km, qui attire la plus grande partie des frontaliers. Le chômage est très bas, puisqu'il n'y a que 4,2 % de chômeurs dans la commune.

## Culture locale et patrimoine

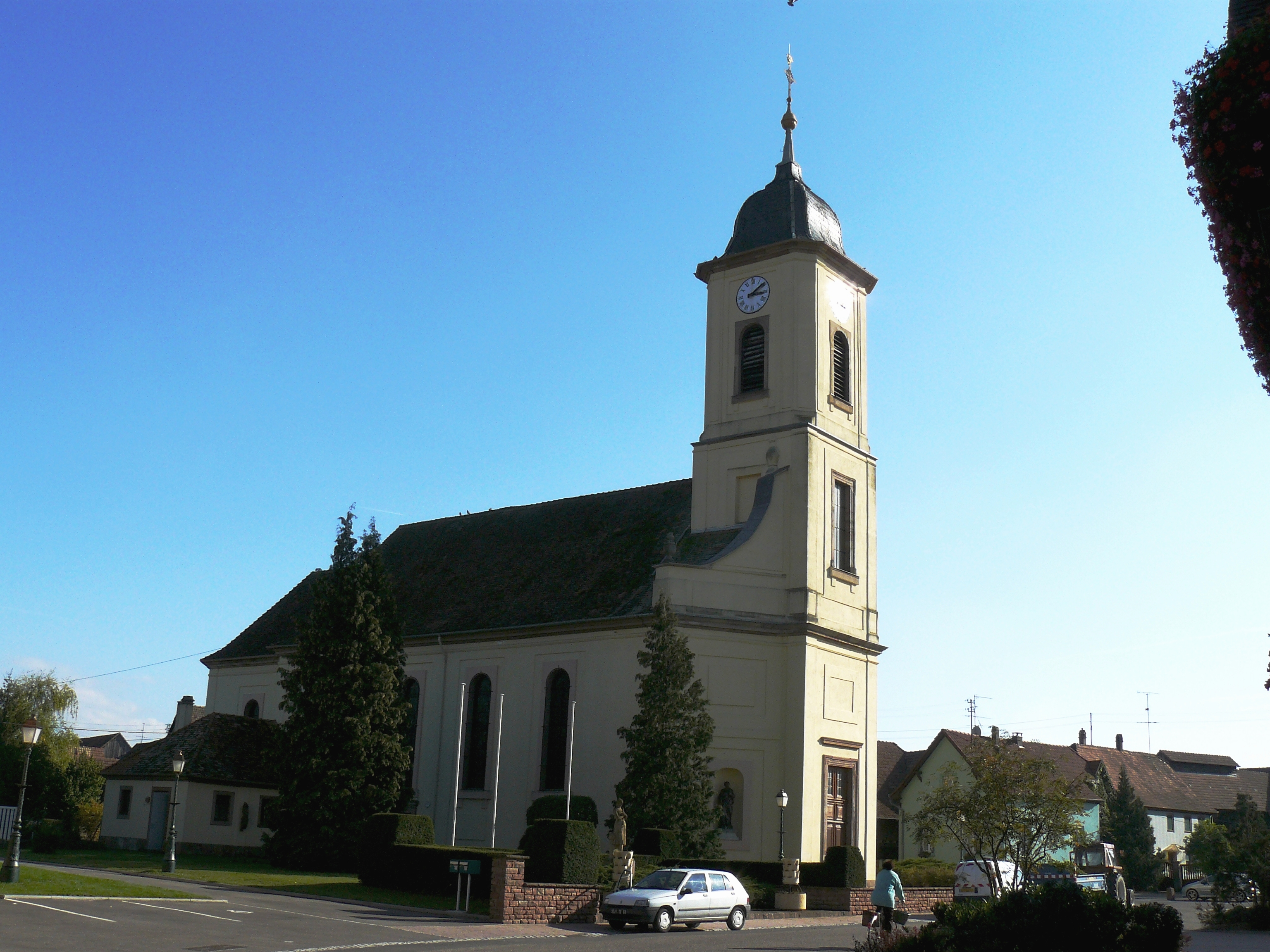
L'église catholique Saint-Ulrich.

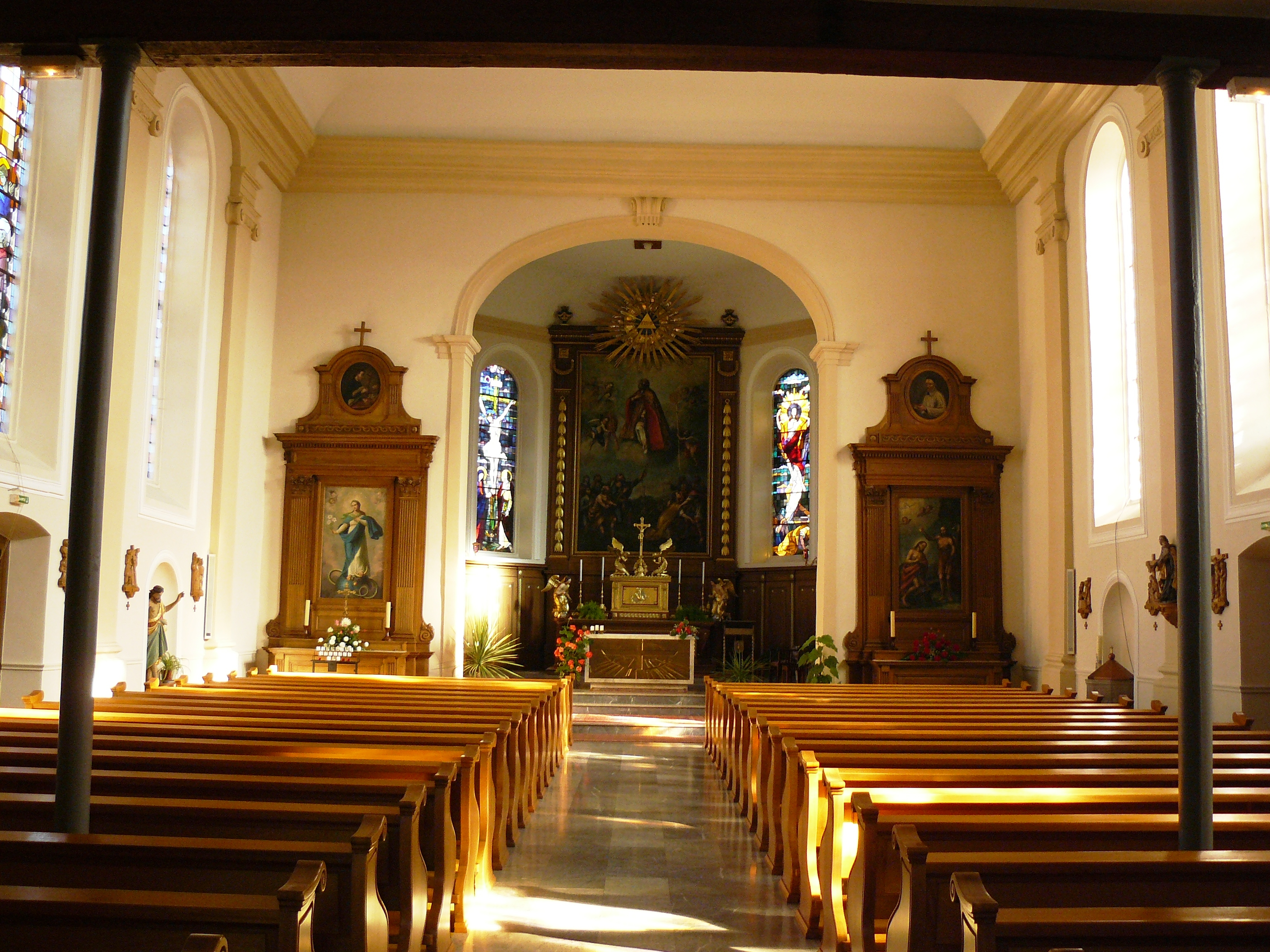
La nef et le chœur de l'église Saint-Ulrich.

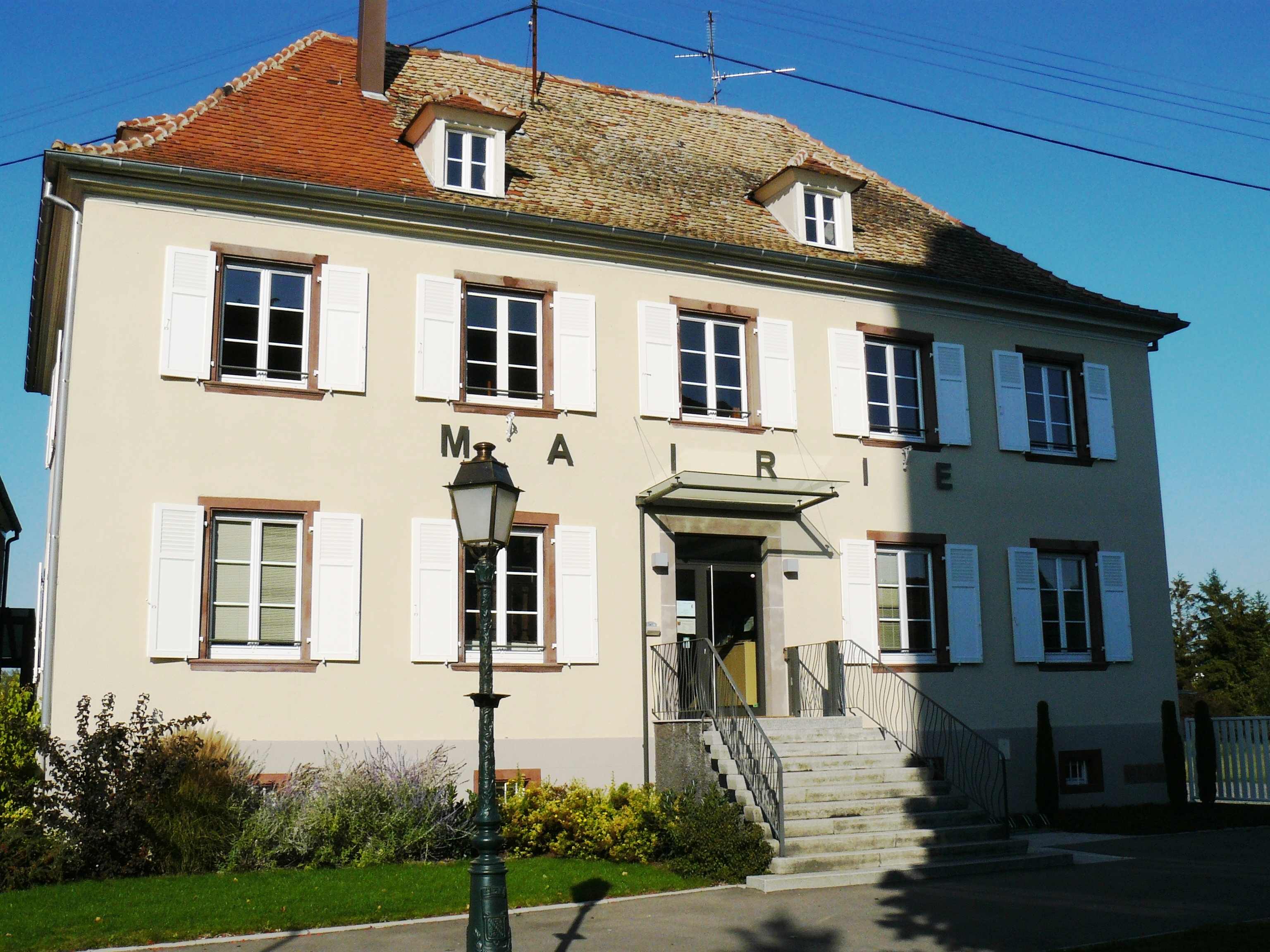
La mairie de Bindernheim.

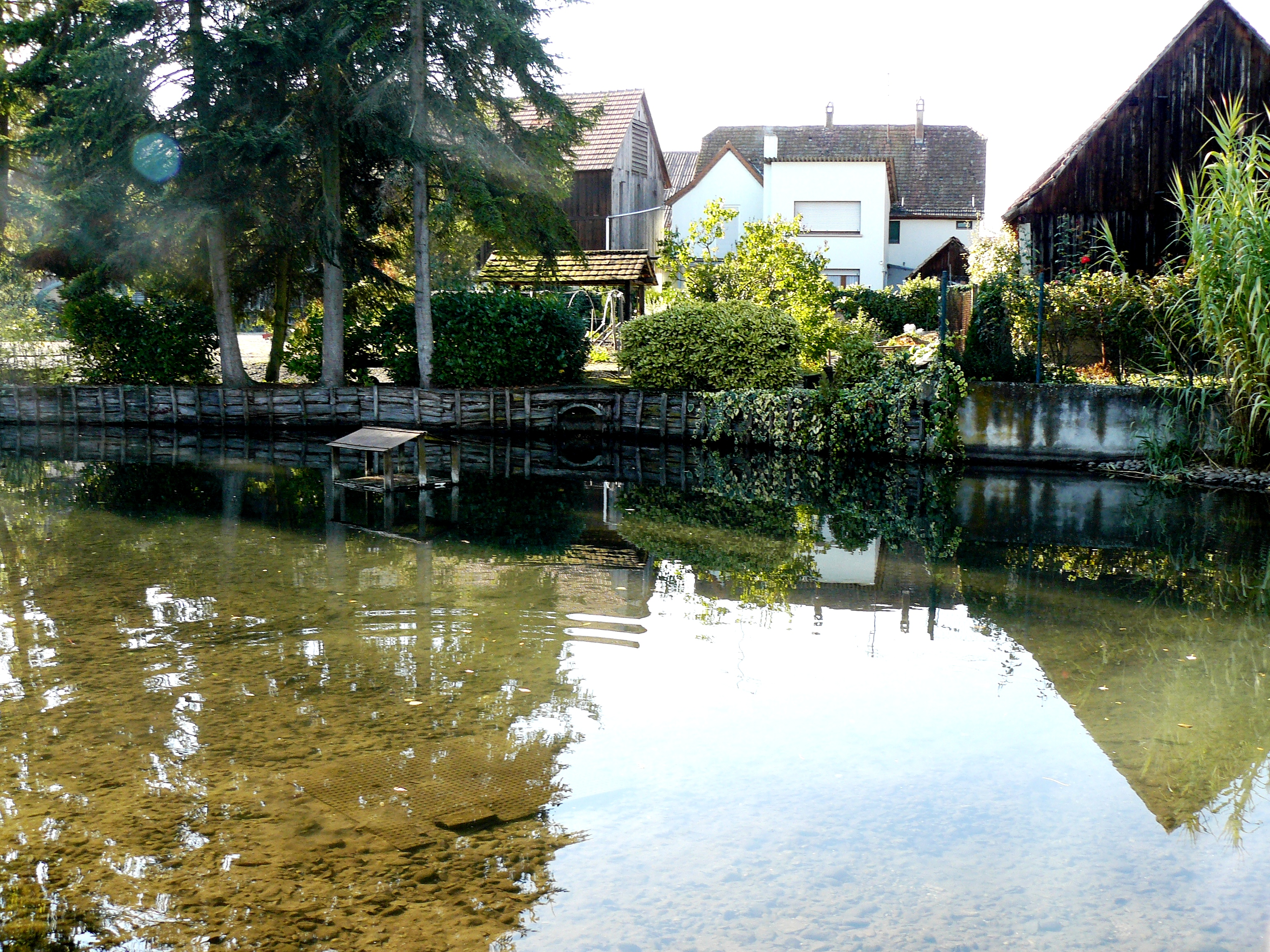
La mare du Grossbach.

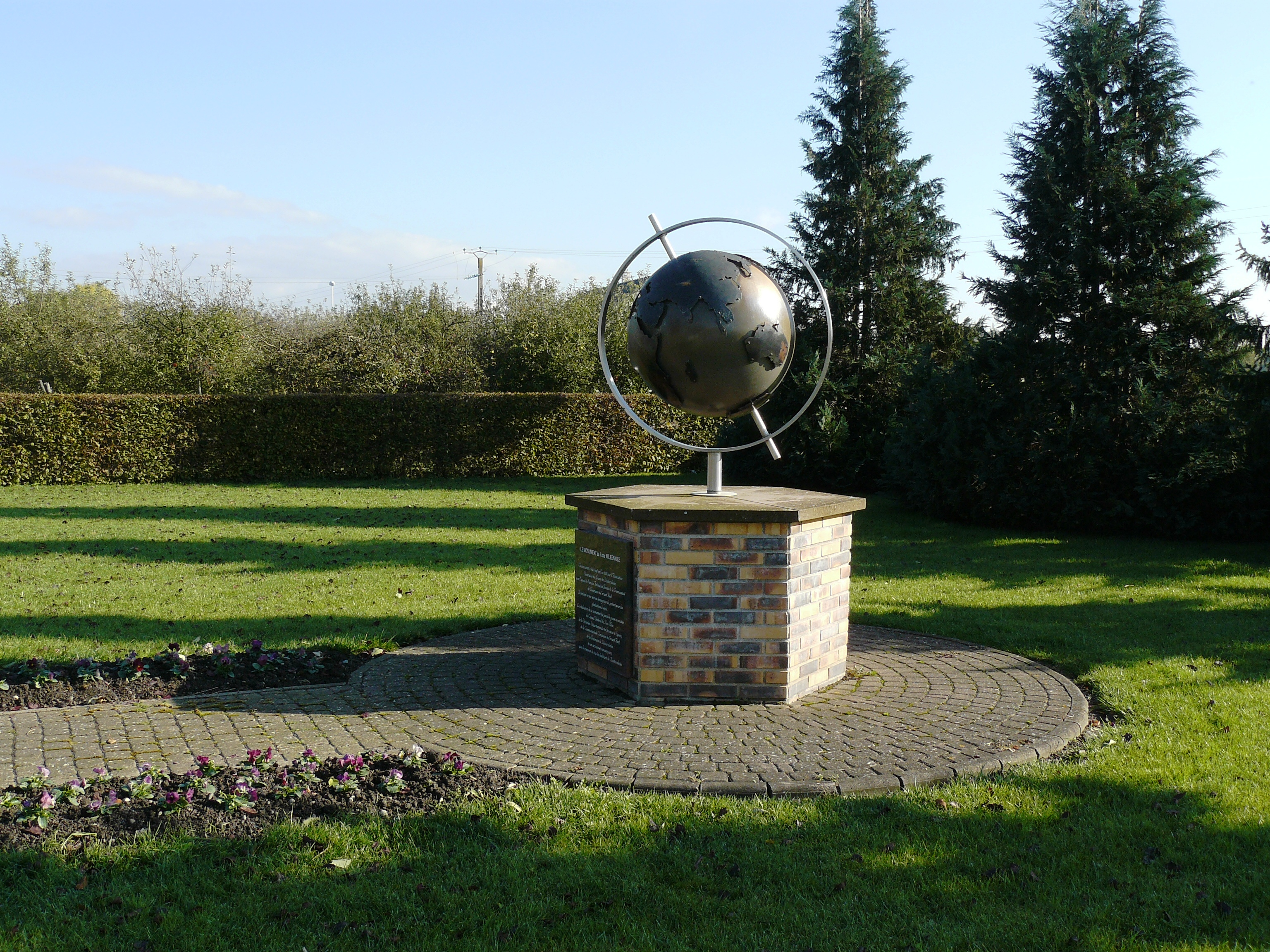
Le monument du IIIe millénaire.

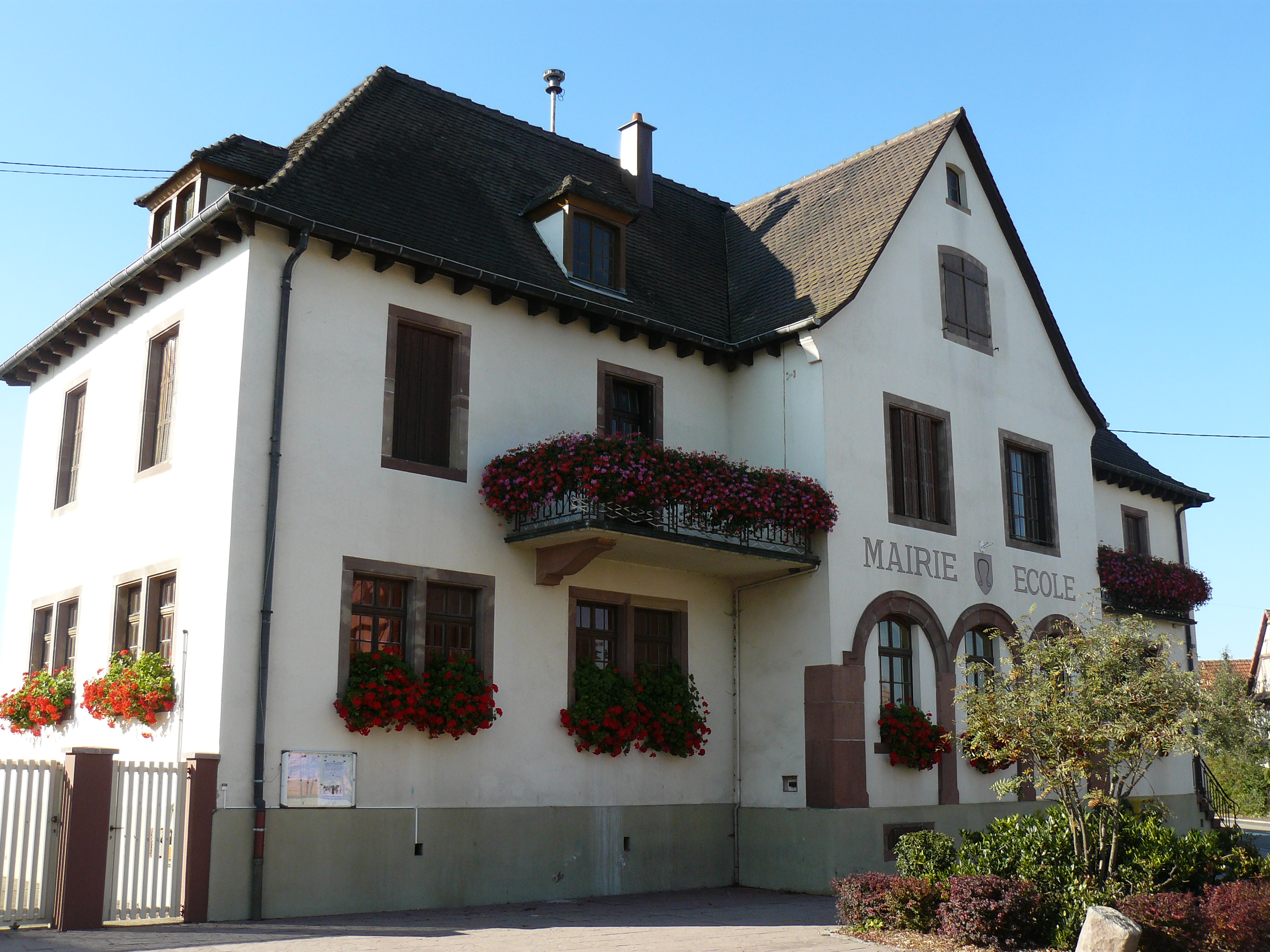
L'école primaire.

### Lieux et monuments
- Église catholique Saint-Ulrich.

L'église primitive est attestée depuis 1371. Lors de l'incendie de 1803, l'église comme la plupart des maisons d'habitation est brûlée alors qu'elle avait fait l'objet de diverses restaurations dans le passé. Une nouvelle église est construite mais de taille modeste avec un clocher assez remarquable.
A l’étage du presbytère se trouve encore une chapelle, vestige du premier noviciat de la Congrégation des Sœurs de la Divine Providence.
C’est en 1800 que l’abbé Kremp  créé cette communauté de religieuses, très connue en Alsace, pour sa présence dans l'enseignement dans les écoles primaires.
- Chapelle fermée.
- Mare du Grossbach

Là où il existe des sources on trouve souvent des mares. C'est le cas notamment de Bindernheim, où dans les premiers temps la mare servait à abreuver les animaux domestiques ou laver les [chevaux. Par la suite on laissait patauger les cochons et les canards. Mais la mare était également utilisée en cas d'incendie, dans une région où il existait pendant très longtemps des maisons en bois et en torchis.
Au XIXe siècle la plupart des mares disparaissent pour des raisons sanitaires. Celle de Bindernheim est encore conservée et sert encore pour les canards qui viennent se désaltérer et patauger.
- Maison avec balcon.
- Maison de forgeron.
- Monument aux morts.
- Monument du 3e millénaire.

Ce monument a été réalisé avec l'aide des jeunes gens du village. Il renferme les noms de tous les habitants du village présents au 31 décembre 1999.
Le monument devrait livrer au début du IIIe millénaire un aperçu de la vie journalière des habitants de Bindernheim au XXe siècle.
- L'école primaire.

L'école primaire de Bindernheim occupe actuellement un effectif d'une centaine d'élèves répartis en quatre classes. Une cinquième classe est envisagée en raison de l'augmentation des effectifs. Le bâtiment actuel accueillant les élèves faisait aussi office de mairie. La mairie disposant d'un autre bâtiment ayant fait l'objet d'aménagement a quitté cette mairie-école.

### Héraldique
| Blason de Bindernheim | Blason  | De gueules à l'attache d'argent. |
| Blason de Bindernheim | Détails |                                  |